# World Badminton Grand Prix 1991 (Finale)
Das Finale des World Badminton Grand Prix 1991 fand in Kuala Lumpur vom 11. bis 15. Dezember statt. Es war der Abschlusswettkampf der Grand-Prix-Serie der abgelaufenen Saison. Das Preisgeld betrug umgerechnet 176.050 US-Dollar.

## Finalresultate
| Disziplin    | Sieger                         | Finalist                             | Ergebnis            |
| ------------ | ------------------------------ | ------------------------------------ | ------------------- |
| Herreneinzel | Zhao Jianhua                   | Wu Wenkai                            | 15:4, 12:15, 15:12  |
| Dameneinzel  | Susi Susanti                   | Lee Heung-soon                       | 9:11, 11:8, 11:1    |
| Herrendoppel | Jalani Sidek Razif Sidek       | Huang Zhanzhong Zheng Yumin          | 15:10, 12:15, 18:14 |
| Damendoppel  | Chung So-young Hwang Hye-young | Erma Sulistianingsih Rosiana Tendean | 18:15, 15:3         |
| Mixed        | Thomas Lund Pernille Dupont    | Shon Jin-hwan Gil Young-ah           | 11:15, 15:7, 15:9   |